# 天津大学建筑分校
天津大学建筑分校，前身是1978年成立的天津大学第四分校，是隶属天津市建工局的一所走读制大学，是天津城建学院（今天津城建大学）的前身。1985年8月1日，天津市高教局决定，将天津理工学院土木系整建制划归天津大学建筑分校。1987年4月2日，天津市高教局主持召开天大建筑分校改建为城市建设学院的论证会，同意将“天大建筑分校”改建为“天津城市建设学院”。12月15日，国家教委批准在天大建筑分校的基础上正式成立天津城市建设学院。

## 知名校友
- 金建平：天津燃气集团原董事长。